# Segré (Burkina Faso)
Segré je selo u okrugu Diébougou provincije Bougouriba u jugozapadnoj Burkini Faso. Selo ima 592 stanovnika.